# Wyznania gejszy (film)
Wyznania gejszy (ang. Memoirs of a Geisha) – amerykański film w reżyserii Roba Marshalla z 2005 roku, adaptacja powieści Arthura Goldena pod tym samym tytułem.

## Treść
Rok 1929. 9-letnia Chiyo Sakamoto i jej 15-letnia siostra Satsu zostają sprzedane do Kioto. Dzięki nietuzinkowej urodzie i wspaniałym, błękitno-szarym oczom Chiyo trafia do oki-ya w Gion - dzielnicy rozrywki. Satsu trafia do domu publicznego. Chiyo próbuje szukać siostry i uciec z Gion, ale zostaje na tym przyłapana. W oki-ya dziewczynka poznaje jedną z najsławniejszych gejszy ówczesnych czasów - Hatsumomo. Znajduje też koleżankę - Dynię. Poniżana, pozbawiona uczuć, traci chęć życia. Jednak pewnego dnia, nad potokiem Shirakawa, poznaje Prezesa - Iwamurę Kena, który zmienia jej spojrzenie na świat. Po tym spotkaniu, dziewczyna postanawia zostać gejszą za wszelką cenę, aby kiedyś stać się częścią życia Prezesa. Dzięki pomocy jednej z najsłynniejszych gejsz – Mamehy – mała Chiyo przeobraża się w Sayuri.

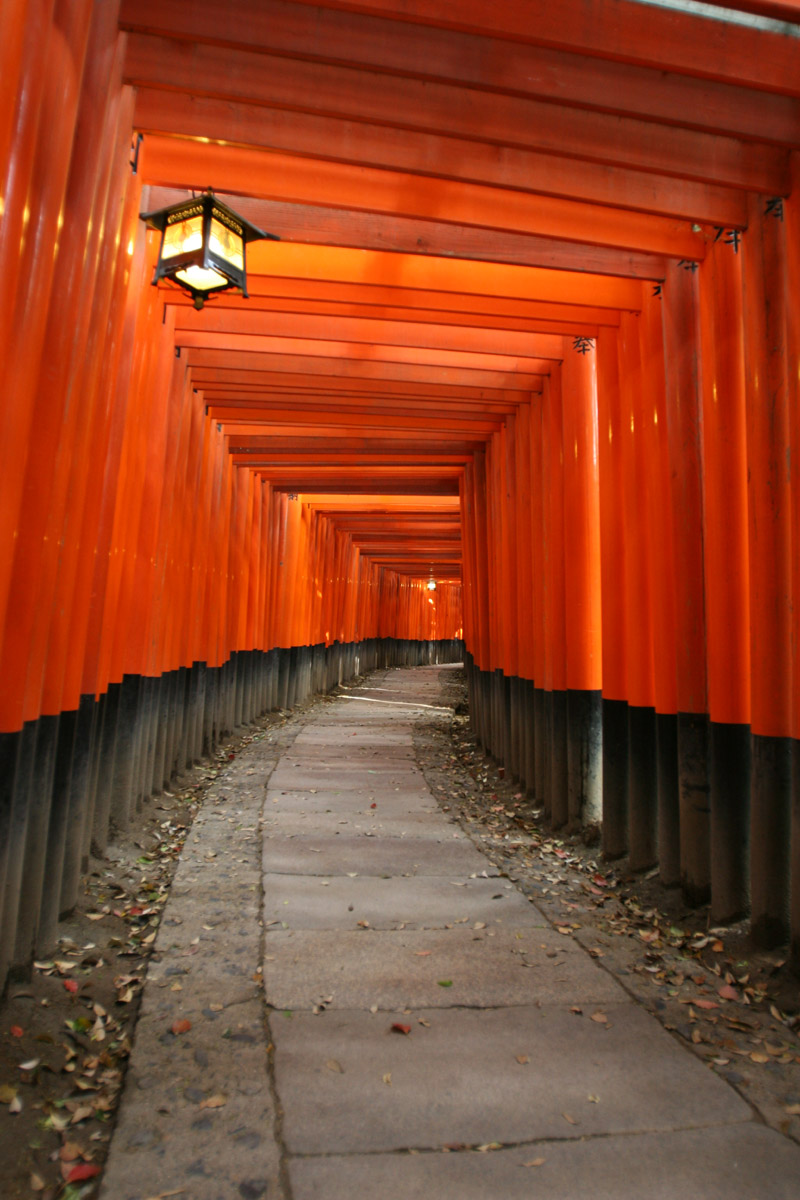
Fushimi Inari-taisha w Fushimi - miejsce wykorzystane w scenie filmu, w której mała Chiyo przez nie przebiega

Sayuri zyskuje starszą siostrę w osobie Mamehy. Pewnego wieczoru wybierają się one na turniej sumo, gdzie Sayuri spotyka Prezesa i poznaje jego współpracownika - Nobu, który nie przepada za gejszami. Młoda gejsza zdobywa jednak jego sympatię. Później poznaje Doktora Kraba oraz Barona, który jest danna Mamehy. W rok po debiucie, mizuage Sayuri zostaje sprzedana za rekordową cenę 15 tysięcy jenów, dzięki czemu dziewczyna spłaca długi wobec oki-ya i zostaje adoptowana przez Mamę - „dyrektorkę” oki-ya i zyskuje nazwisko Nitta Sayuri. Stając się córką oki-ya, Sayuri traci przyjaciółkę z dzieciństwa - Dynię, która, zostając młodszą siostrą Hatsumono, przyjmuje imię Hatsumiyo. Pewnego dnia Hatsumomo, która chce w końcu zniszczyć rywalkę, wchodzi do pokoju Sayuri i odkrywa „skarb” - chusteczkę Prezesa, którą dawna Chiyo przechowuje od spotkania z biznesmenem. Hatsumomo postanawia wydać sekret Sayuri Mamie, ale ta młoda gejsza powstrzymuje ją, lecz Hatsumomo wznieca pożar w jej pokoju. W końcu Hatsumomo ucieka z oki-ya.
W czasie II wojny światowej, Sayuri ukrywa się w górach. Po zakończeniu wojny, Amerykanie obejmują tymczasową władzę, a Mameha, Sayuri i Dynia zostają poproszone przez Prezesa o pomoc w zabawianiu amerykańskich żołnierzy. Przed rozpoczęciem zabawy, Sayuri rozmawia z Nobu, który chce zostać danna gejszy, gdyż wzbudziła ona w nim głębokie uczucie. Dziewczyna, wierna swej miłości do Prezesa, postanawia odegrać małe „przedstawienie” dla Nobu. W tym celu, prosi Dynię, aby ta przyprowadziła Nobu do małego pokoju niedaleko stawu, a sama zwabia tam generała amerykańskiego. Dynia przyprowadza jednak Prezesa. Zrozpaczona Sayuri pyta gejszę o kierujące nią pobudki i dowiaduje się, że była to zemsta za utracony jej kosztem tytuł - miano córki oki-ya.
Po tym zdarzeniu, Sayuri umawia się nad mostkiem ze swoim danna. Spodziewa się, że będzie nim Nobu i jest zdziwiona, gdy pojawia się Prezes. Okazuje się, że Nobu dowiedział się o „incydencie” z amerykańskim generałem i zrezygnował z bycia danna Sayuri. Prezes wyjawia jej, że to dzięki niemu Mameha przygarnęła Chiyo i pozwoliła jej stać się gejszą. Mówi jej też o tym, że wie iż Sayuri jest dziewczyną, którą spotkał piętnaście lat wcześniej nad potokiem Shirakawa. Sayuri wyznaje mu swoją miłość. Film kończy się, gdy gejsza z Prezesem spacerują w japońskim ogrodzie.

## Obsada
- Zhang Ziyi – Chiyo Sakamoto/Sayuri Nitta,
- Samantha Futerman – Satsu,
- Ken Watanabe – Prezes/Ken Iwamura,
- Gong Li – Hatsumomo,
- Yūki Kudō – Dynia,
- Kōji Yakusho – Nobu,
- Cary-Hiroyuki Tagawa – Baron,
- Suzuka Ōgo – mała Chiyo Sakamoto,
- Kaori Momoi – Mama,
- Michelle Yeoh – Mameha,
- Kenneth Tsang – Generał,
- Karl Yune – Koichi[3].

## Nagrody
Wyznania gejszy zdobyły 3 Oscary w kategoriach Najlepsze Zdjęcia, Najlepsza Scenografia i Najlepsze Kostiumy. Film miał ponadto nominacje w kategoriach Najlepsza Muzyka, Najlepszy Dźwięk i Najlepszy Montaż Dźwięku. Zhang Ziyi za rolę w tym filmie była nominowana do MTV Movie Award w kategorii Najseksowniejsza Kreacja.

## Ścieżka dźwiękowa
Ścieżka dźwiękowa wykonana przez Yo-Yo Ma (wiolonczela solo) i Itzhaka Perlmana (skrzypce solo). Skomponowana została przez Johna Williamsa, który otrzymał za nią swój czwarty Złoty Glob za najlepszą muzykę. Album wydała wytwórnia Sony Classical.

### Lista utworów
1. „Sayuri's Theme” – 1:31
2. „The Journey to the Hanamachi” – 4:06
3. „Going to School” – 2:42
4. „Brush on Silk” – 2:31
5. „Chiyo's Prayer” – 3:36
6. „Becoming a Geisha” – 4:32
7. „Finding Satsu” – 3:44
8. „The Chairman's Waltz” – 2:39
9. „The Rooftops Of Hanamachi” – 3:49
10. „The Garden Meeting” – 2:44
11. „Dr. Crab's Prize” – 2:18
12. „Destiny's Path” – 3:20
13. „A New Name... A New Life” – 3:33
14. „The Fire Scene and the Coming of War” – 6:48
15. „As the Water...” – 2:01
16. „Confluence” – 3:42
17. „A Dream Discarded” – 2:00
18. „Sayuri's Theme and End Credits” – 5:06